# Orahovo (gmina Raška)
Orahovo (cyr. Орахово) – wieś w Serbii, w okręgu raskim, w gminie Raška. W 2011 roku liczyła 14 mieszkańców.